# 35
 Тази статия е за 35-ата година от новата ера.  За числото 35 вижте 35 (число).  За други значения вижте 35 (пояснение).
35 (тридесет и пета) година е обикновена година, започваща в събота по юлианския календар.

## Събития

### В Римската империя
- Двадесет и втора година от принципата на Тиберий Юлий Цезар Август (14 – 37 г.).
- Гай Цестий Гал и Марк Сервилий Нониан са консули.
- Децим Валерий Азиатик и Авъл Габиний Секунд са суфектконсули.
- Луций Вителий е управител на провинция Сирия.

### В Азия
- Въстание в град Селевкия на река Тигър против партския цар Артабан II. Въстаналите подкрепят претендента за партския престол Тириад, който е изпратен от римския император Тиберий срещу Артабан и е обявен за цар под името Тиридат III.[1]
- Междувременно Тиберий изпраща в Армения ивериеца Митридат, който с помощта на войници, изпратени от брат му Фарсман I (цар на Иверия), овладява престола на тази държава, а поставения скоро преди това владетел с партски произход Аршак е убит.[1]

## Родени
- Квинтилиан, прочут римски учител по реторика († 96)
- ок. 35: Рубелий Плавт, римски политик († 62)

## Починали
- Аршак, син на Артабан II и цар на Армения
- Гай Попей Сабин, римски политик